# 1170

## مواليد
- إيزابيلا من هينو
- ابن المستوفي
- دومينيك دو غوزمان كهنوت إسباني
- فالديمار الثاني
- فولفرام فون اشنباخ
- قسطنطين لاسكاريس
- ماتيلد من بولوني، دوقة برابانت دوقة برابانت

## وفيات
- أواين غوينيد
- توماس بيكيت
- المستنجد بالله الخليفة العباسي. (ولد 1124 م).
- أبو حامد الغرناطي، رحالة وكاتب أندلسي، ولد في غرناطة، وتوفي في دمشق.